# Carex collimitanea
Carex collimitanea är en halvgräsart som beskrevs av V.I. Kreczetowicz. Carex collimitanea ingår i släktet starrar, och familjen halvgräs. Inga underarter finns listade i Catalogue of Life.